# Sama Airlines
Sama Airlines – tania linia lotnicza z siedzibą w Rijadzie, w Arabii Saudyjskiej.

## Flota
| Samolot        | Liczba | Trasy                       | Uwagi |
| -------------- | ------ | --------------------------- | ----- |
| Boeing 737-300 | 6      | Krótkiego-średniego zasięgu |       |
| Całość         | 6      |                             |       |